# Allsvenskan 2021
L'Allsvenskan 2021 è stata la 97ª edizione della massima serie del campionato svedese di calcio con la denominazione di Allsvenskan. La stagione è iniziata il 10 aprile e si è conclusa il 4 dicembre 2021. Il Malmö FF, squadra campione in carica, si è riconfermato conquistando il titolo per la ventiduesima volta nella sua storia.

## Stagione

### Novità
Dalla Allsvenskan 2020 sono stati retrocessi in Superettan l'Helsingborg e il Falkenberg. Dalla Superettan 2020 sono stati promossi in Allsvenskan l'Halmstad (al ritorno in Allsvenskan dopo 3 anni di assenza) e il Degerfors (la cui ultima apparizione in Allsvenskan risaliva al 1997).

### Formula
Le 16 squadre partecipanti si affrontano in un girone all'italiana con partite di andata e ritorno, per un totale di 30 giornate. La squadra prima classificata è dichiarata campione di Svezia e viene ammessa al primo turno di qualificazione della UEFA Champions League 2022-2023. La seconda e la terza classificata, assieme alla vincitrice della Svenska Cupen 2021-2022, sono ammesse al secondo turno di qualificazione della UEFA Europa Conference League 2022-2023. La terzultima classificata gioca uno spareggio salvezza/promozione contro la terza classificata della Superettan 2021. Le ultime due classificate sono retrocesse direttamente in Superettan.

## Squadre partecipanti
| Club           | Stagione | Città      | Stadio               | Stagione 2020            |
| -------------- | -------- | ---------- | -------------------- | ------------------------ |
| AIK            | dettagli | Stoccolma  | Friends Arena        | 9º posto in Allsvenskan  |
| Degerfors      | dettagli | Degerfors  | Stora Valla          | 2º posto in Superettan   |
| Djurgården     | dettagli | Stoccolma  | Tele2 Arena          | 4º posto in Allsvenskan  |
| Elfsborg       | dettagli | Borås      | Borås Arena          | 2º posto in Allsvenskan  |
| Häcken         | dettagli | Göteborg   | Bravida Arena        | 3º posto in Allsvenskan  |
| Halmstad       | dettagli | Halmstad   | Örjans Vall          | 1º posto in Superettan   |
| Hammarby       | dettagli | Stoccolma  | Tele2 Arena          | 8º posto in Allsvenskan  |
| IFK Göteborg   | dettagli | Göteborg   | Gamla Ullevi         | 12º posto in Allsvenskan |
| IFK Norrköping | dettagli | Norrköping | PlatinumCars Arena   | 6º posto in Allsvenskan  |
| Kalmar         | dettagli | Kalmar     | Guldfågeln Arena     | 14º posto in Allsvenskan |
| Malmö FF       | dettagli | Malmö      | Eleda Stadion        | Campione di Svezia       |
| Mjällby        | dettagli | Mjällby    | Strandvallen         | 5º posto in Allsvenskan  |
| Örebro         | dettagli | Örebro     | Behrn Arena          | 7º posto in Allsvenskan  |
| Östersund      | dettagli | Östersund  | Jämtkraft Arena      | 13º posto in Allsvenskan |
| Sirius         | dettagli | Uppsala    | Studenternas IP      | 10º posto in Allsvenskan |
| Varberg        | dettagli | Varberg    | Varberg Energi Arena | 11º posto in Allsvenskan |

### Allenatori e primatisti
| Squadra        | Allenatore                                                       | Calciatore più presente (tra parentesi il numero delle presenze)        | Cannoniere (tra parentesi il numero dei gol segnati) |
| -------------- | ---------------------------------------------------------------- | ----------------------------------------------------------------------- | ---------------------------------------------------- |
| AIK            | Bartosz Grzelak                                                  | Bilal Hussein (30)                                                      | Nicolás Stefanelli (12)                              |
| Degerfors      | Andreas Holmberg e Tobias Solberg                                | Johan Bertilsson (30)                                                   | Victor Edvardsen (14)                                |
| Djurgården     | Kim Bergstrand e Thomas Lagerlöf                                 | Magnus Eriksson (30)                                                    | Edward Chilufya (8)                                  |
| Elfsborg       | Jimmy Thelin                                                     | Jeppe Okkels (30)                                                       | Jeppe Okkels Per Frick (8)                           |
| Häcken         | Andreas Alm (1ª-8ª) Per-Mathias Høgmo (9ª-30ª)                   | Godswill Ekpolo Patrik Wålemark (29)                                    | Alexander Jeremejeff (11)                            |
| Halmstad       | Magnus Haglund                                                   | Andreas Bengtsson Andreas Johansson Sadat Karim (30)                    | Marcus Antonsson (6)                                 |
| Hammarby       | Stefan Billborn (1ª-8ª) Miloš Milojević (9ª-30ª)                 | Gustav Ludwigson (30)                                                   | Gustav Ludwigson (11)                                |
| IFK Göteborg   | Roland Nilsson (1ª-8ª) Mikael Stahre (9ª-30ª)                    | Mattias Bjärsmyr Alexander Jallow (30)                                  | Marcus Berg (10)                                     |
| IFK Norrköping | Rikard Norling                                                   | Oscar Jansson Ishaq Abdulrazak Alexander Fransson Samuel Adegbenro (30) | Samuel Adegbenro (17)                                |
| Kalmar         | Henrik Rydström                                                  | Oliver Berg (30)                                                        | Oliver Berg (12)                                     |
| Malmö FF       | Jon Dahl Tomasson                                                | Adi Nalić (29)                                                          | Antonio Čolak (14)                                   |
| Mjällby        | Christian Järdler (1ª-13ª) Anders Torstensson (14ª-30ª)          | Joel Nilsson (30)                                                       | Jacob Bergström (9)                                  |
| Örebro         | Axel Kjäll (1ª-8ª) Vítor Gazimba (9ª-22ª) Marcus Lantz (23ª-30ª) | David Seger (29)                                                        | Nahir Besara Agon Mehmeti (4)                        |
| Östersund      | Amir Azrafshan (1ª-17ª) Per Joar Hansen (18ª-30ª)                | Eirik Haugan Patrick Kpozo (29)                                         | Blair Turgott (10)                                   |
| Sirius         | Daniel Bäckström                                                 | Christian Kouakou (30)                                                  | Christian Kouakou (12)                               |
| Varberg        | Joakim Persson                                                   | Joakim Lindner (30)                                                     | Ryan Moon (7)                                        |

## Classifica finale
|  | Pos. | Squadra        | Pt | G  | V  | N  | P  | GF | GS | DR  |
|  | ---- | -------------- | -- | -- | -- | -- | -- | -- | -- | --- |
|  | 1.   | Malmö FF       | 59 | 30 | 17 | 8  | 5  | 58 | 30 | +28 |
|  | 2.   | AIK            | 59 | 30 | 18 | 5  | 7  | 45 | 25 | +20 |
|  | 3.   | Djurgården     | 57 | 30 | 17 | 6  | 7  | 46 | 30 | +16 |
|  | 4.   | Elfsborg       | 55 | 30 | 17 | 4  | 9  | 51 | 35 | +16 |
|  | 5.   | Hammarby       | 53 | 30 | 15 | 8  | 7  | 54 | 41 | +13 |
|  | 6.   | Kalmar         | 47 | 30 | 13 | 8  | 9  | 41 | 39 | +2  |
|  | 7.   | IFK Norrköping | 44 | 30 | 13 | 5  | 12 | 45 | 41 | +4  |
|  | 8.   | IFK Göteborg   | 41 | 30 | 11 | 8  | 11 | 42 | 39 | +3  |
|  | 9.   | Mjällby        | 38 | 30 | 9  | 11 | 10 | 34 | 27 | +7  |
|  | 10.  | Varberg        | 37 | 30 | 9  | 10 | 11 | 35 | 38 | -3  |
|  | 11.  | Sirius         | 37 | 30 | 10 | 7  | 13 | 39 | 53 | -14 |
|  | 12.  | Häcken         | 36 | 30 | 9  | 9  | 12 | 46 | 46 | 0   |
|  | 13.  | Degerfors      | 34 | 30 | 10 | 4  | 16 | 34 | 51 | -17 |
|  | 14.  | Halmstad       | 32 | 30 | 6  | 14 | 10 | 21 | 26 | -5  |
|  | 15.  | Örebro         | 18 | 30 | 4  | 6  | 20 | 23 | 58 | -35 |
|  | 16.  | Östersund      | 14 | 30 | 3  | 5  | 22 | 24 | 59 | -35 |

Legenda:
      Campione di Svezia e ammessa alla UEFA Champions League 2022-2023
      Ammesse alla UEFA Europa Conference League 2022-2023
 Ammesso allo spareggio salvezza-promozione
      Retrocesse in Superettan 2022
Note:
Tre punti a vittoria, uno a pareggio, zero a sconfitta.
La classifica viene stilata secondo i seguenti criteri:
- Punti conquistati
- Differenza reti generale
- Reti totali realizzate

## Risultati
Ogni riga indica i risultati casalinghi della squadra segnata a inizio della riga, contro le squadre segnate colonna per colonna (che invece avranno giocato l'incontro in trasferta). Al contrario, leggendo la colonna di una squadra si avranno i risultati ottenuti dalla stessa in trasferta, contro le squadre segnate in ogni riga, che invece avranno giocato l'incontro in casa.
|                | AIK  | DEG  | DJU  | ELF  | HÄC  | HAL  | HAM  | GÖT  | NOR  | KAL  | MAL  | MJÄ  | ÖRE  | ÖST  | SIR  | VAR  |
| -------------- | ---- | ---- | ---- | ---- | ---- | ---- | ---- | ---- | ---- | ---- | ---- | ---- | ---- | ---- | ---- | ---- |
| AIK            | –––– | 2-0  | 1-0  | 1-0  | 2-1  | 1-0  | 2-0  | 3-1  | 1-0  | 2-0  | 1-1  | 2-2  | 2-0  | 3-0  | 4-2  | 2-1  |
| Degerfors      | 2-1  | –––– | 2-0  | 1-2  | 3-0  | 2-1  | 1-4  | 0-1  | 4-1  | 0-1  | 0-5  | 0-2  | 3-0  | 3-1  | 1-2  | 1-1  |
| Djurgården     | 1-4  | 3-2  | –––– | 0-3  | 2-1  | 1-0  | 4-1  | 0-0  | 1-0  | 3-2  | 3-1  | 0-0  | 3-0  | 2-0  | 5-1  | 2-3  |
| Elfsborg       | 2-4  | 3-0  | 0-2  | –––– | 4-2  | 2-3  | 2-2  | 1-0  | 1-0  | 2-2  | 0-1  | 1-0  | 2-1  | 3-0  | 3-0  | 0-0  |
| Häcken         | 2-1  | 2-0  | 0-1  | 1-1  | –––– | 2-3  | 1-1  | 3-2  | 5-0  | 1-4  | 1-2  | 0-0  | 2-3  | 5-0  | 1-2  | 3-1  |
| Halmstad       | 1-0  | 0-0  | 0-0  | 0-1  | 1-0  | –––– | 0-0  | 1-1  | 2-1  | 0-1  | 0-0  | 1-1  | 1-1  | 1-1  | 1-1  | 1-1  |
| Hammarby       | 1-0  | 5-1  | 2-2  | 0-2  | 1-1  | 1-1  | –––– | 3-0  | 2-1  | 5-3  | 2-1  | 2-0  | 3-2  | 4-3  | 3-2  | 1-0  |
| IFK Göteborg   | 2-0  | 2-3  | 3-0  | 0-1  | 1-1  | 2-0  | 0-0  | –––– | 1-2  | 0-2  | 0-2  | 3-2  | 2-0  | 4-0  | 2-2  | 1-2  |
| IFK Norrköping | 2-0  | 1-1  | 1-1  | 3-2  | 0-1  | 2-1  | 3-1  | 1-2  | –––– | 1-2  | 3-2  | 2-2  | 3-0  | 3-0  | 1-1  | 2-1  |
| Kalmar         | 1-1  | 4-1  | 0-1  | 0-3  | 2-3  | 1-1  | 2-1  | 0-0  | 1-0  | –––– | 0-1  | 1-0  | 1-0  | 0-0  | 3-1  | 2-2  |
| Malmö FF       | 1-0  | 3-0  | 1-1  | 2-1  | 2-2  | 0-0  | 3-2  | 2-3  | 1-1  | 3-1  | –––– | 0-1  | 5-1  | 1-1  | 4-0  | 3-2  |
| Mjällby        | 0-0  | 1-0  | 0-1  | 4-0  | 1-1  | 0-0  | 2-0  | 1-3  | 0-1  | 4-0  | 0-2  | –––– | 0-0  | 1-0  | 2-3  | 0-0  |
| Örebro         | 1-1  | 1-2  | 0-1  | 2-3  | 1-2  | 1-0  | 0-2  | 0-0  | 0-3  | 1-2  | 1-2  | 2-2  | –––– | 2-0  | 1-1  | 0-3  |
| Östersund      | 1-2  | 0-1  | 0-3  | 3-1  | 1-1  | 0-1  | 1-1  | 2-3  | 1-2  | 0-1  | 0-3  | 0-2  | 5-0  | –––– | 3-0  | 1-2  |
| Sirius         | 0-1  | 2-0  | 1-0  | 0-2  | 3-0  | 1-0  | 0-1  | 3-3  | 2-4  | 1-1  | 2-3  | 2-1  | 1-2  | 1-0  | –––– | 2-1  |
| Varberg        | 0-1  | 0-0  | 1-3  | 1-3  | 1-1  | 1-0  | 1-3  | 2-0  | 2-1  | 1-1  | 1-1  | 0-3  | 1-0  | 3-0  | 0-0  | –––– |

## Spareggio salvezza/promozione
Allo spareggio salvezza/promozione vengono ammesse la quattordicesima classificata in Allsvenskan e la terza classificata in Superettan.
|             | Risultati |             | Luogo e data                  |
| ----------- | --------- | ----------- | ----------------------------- |
| Helsingborg | 0 - 1     | Halmstad    | Helsingborg, 11 dicembre 2021 |
| Halmstad    | 1 - 3     | Helsingborg | Halmstad, 14 dicembre 2021    |
|             |           |             |                               |

## Statistiche

### Squadre

#### Capoliste solitarie
|    | —— | ——         | ——         | ——         | ——         | ——         | —— | —— | ——    | ——    | ——    | ——    | ——  | ——    | ——    | ——  | ——  | ——  | ——  | ——  | ——  | ——  | ——  | ——  | ——    | ——    | ——    | ——    | ——    | —— |  |
|    |    | Djurgården | Djurgården | Djurgården | Djurgården | Djurgården |    |    | Malmö | Malmö | Malmö | Malmö |     | Djurg | Djurg | AIK |     | AIK |     | Dju |     |     |     |     | Malmö | Malmö | Malmö | Malmö | Malmö |    |  |
|    |    |            |            |            |            |            |    |    |       |       |       |       |     |       |       |     |     |     |     |     |     |     |     |     |       |       |       |       |       |    |  |
|    |    |            |            |            |            |            |    |    |       |       |       |       |     |       |       |     |     |     |     |     |     |     |     |     |       |       |       |       |       |    |  |
| 1ª | 2ª | 3ª         | 4ª         | 5ª         | 6ª         | 7ª         | 8ª | 9ª | 10ª   | 11ª   | 12ª   | 13ª   | 14ª | 15ª   | 16ª   | 17ª | 18ª | 19ª | 20ª | 21ª | 22ª | 23ª | 24ª | 25ª | 26ª   | 27ª   | 28ª   | 29ª   | 30ª   |    |  |

### Primati stagionali
Squadre
- Maggior numero di vittorie: AIK (18)
- Maggior numero di pareggi: Halmstad (14)
- Maggior numero di sconfitte: Östersund (22)
- Minor numero di vittorie: Östersund (3)
- Minor numero di pareggi: Degerfors ed Elfsborg (4)
- Minor numero di sconfitte: Malmö FF (5)
- Miglior attacco: Malmö FF (58 gol fatti)
- Peggior attacco: Halmstad (21 gol fatti)
- Miglior difesa: AIK (25 gol subiti)
- Peggior difesa: Östersund (59 gol subiti)
- Miglior differenza reti: Malmö FF (+28)
- Peggior differenza reti: Örebro e Östersund (-35)
- Miglior serie positiva: AIK (11, 10ª-20ª)
- Peggior serie negativa: Mjällby (11, 6ª-16ª)
- Maggior numero di vittorie consecutive: AIK (5, 13ª-17ª)

Partite
- Più gol: Hammarby-Kalmar 5-3 (8, 30ª giornata)
- Pareggio con più gol: Sirius-IFK Göteborg 3-3 (6, 28ª giornata)
- Maggior scarto di gol: Östersund-Örebro 5-0 (5, 2ª giornata), Degerfors-Malmö FF 0-5 (5, 11ª giornata), Häcken-Östersund 5-0 (5, 14ª giornata) e Häcken-IFK Norrköping 5-0 (5, 23ª giornata)

### Individuali

#### Classifica marcatori
| Gol | Rigori |  | Giocatore            | Squadra        |
| --- | ------ |  | -------------------- | -------------- |
| 17  |        |  | Samuel Adegbenro     | IFK Norrköping |
| 14  | 1      |  | Victor Edvardsen     | Degerfors      |
| 14  | 2      |  | Antonio Čolak        | Malmö FF       |
| 12  |        |  | Nicolás Stefanelli   | AIK            |
| 12  | 1      |  | Christian Kouakou    | Sirius         |
| 12  | 3      |  | Oliver Berg          | Kalmar         |
| 11  |        |  | Gustav Ludwigson     | Hammarby       |
| 11  | 5      |  | Alexander Jeremejeff | Häcken         |
| 10  |        |  | Marcus Berg          | IFK Göteborg   |
| 10  |        |  | Blair Turgott        | Östersund      |
| 10  |        |  | Nabil Bahoui         | AIK            |

#### Giocatore del mese
Di seguito i vincitori.
| Mese      | Giocatore           | Squadra       |
| --------- | ------------------- | ------------- |
| Aprile    | Aslak Fonn Witry    | Djurgården    |
| Maggio    | Victor Edvardsen    | Degerfors     |
| Giugno    | Non assegnato       | Non assegnato |
| Luglio    | Magnus Eriksson     | Djurgården    |
| Agosto    | Alexander Milošević | AIK           |
| Settembre | Hjalmar Ekdal       | Djurgården    |
| Ottobre   | Carljohan Eriksson  | Mjällby       |
| Novembre  | Nabil Bahoui        | AIK           |

#### Allenatore del mese
Di seguito i vincitori.
| Mese      | Allenatore                       | Squadra       |
| --------- | -------------------------------- | ------------- |
| Aprile    | Kim Bergstrand e Thomas Lagerlöf | Djurgården    |
| Maggio    | Henrik Rydström                  | Kalmar        |
| Giugno    | Non assegnato                    | Non assegnato |
| Luglio    | Per-Mathias Høgmo                | Häcken        |
| Agosto    | Bartosz Grzelak                  | AIK           |
| Settembre | Henrik Rydström                  | Kalmar        |
| Ottobre   | Mikael Stahre                    | IFK Göteborg  |
| Novembre  | Bartosz Grzelak                  | AIK           |

#### Premi individuali di fine stagione
Di seguito i vincitori.
| Premio                 | Giocatore          | Squadra        |
| ---------------------- | ------------------ | -------------- |
| Miglior portiere       | Carljohan Eriksson | Mjällby        |
| Miglior difensore      | Hjalmar Ekdal      | Djurgården     |
| Miglior centrocampista | Magnus Eriksson    | Djurgården     |
| Miglior attaccante     | Samuel Adegbenro   | IFK Norrköping |
| Miglior allenatore     | Henrik Rydström    | Kalmar         |
| Miglior giovane        | Veljko Birmančević | Malmö FF       |
| Miglior giocatore      | Magnus Eriksson    | Djurgården     |